# Kyū
Kyū è un termine giapponese utilizzato nelle arti marziali così come in altre pratiche tradizionali giapponesi
come l'ikebana, il Go o la cerimonia del tè per evidenziare i differenti livelli di progresso di un debuttante prima di ottenere un grado dan.
Mentre il sistema dei gradi dan è simile in tutte le attività dove viene applicato, il sistema dei gradi kyū varia
considerevolmente da un'attività all'altra. I kyū sono elencati in ordine decrescente, fino al primo kyū (shokyu),
ultima tappa prima del primo dan (shodan), ma il numero dei gradi varia. Ci sono, ad esempio, più di trenta gradi kyū
da passare per i giocatori di go, mentre le arti marziali ne contano tradizionalmente sei.
Nella maggior parte dei casi, il conferimento dei gradi kyū si fa sotto la sola responsabilità dell'insegnante, senza dover riferire ad una autorità superiore come nel caso dei gradi dan.
In alcune arti marziali, come il Jūdō o il karate, la maggior parte dei dojo mostrano visivamente la
progressione di gradi kyū tramite il colore della cintura del Keikogi:
- bianca (9º kyū)
- gialla (8º kyū)
- arancione (7º kyū)
- verde (6º kyū)
- blu (5º kyū)
- viola o seconda blu (4º kyū)
- prima marrone (3º kyū)
- seconda marrone (2º kyū)
- terza marrone (1º kyū)

Nel Karate il sistema di colorazione può risultare differente a seconda dello stile ed un'altra colorazione estremamente diffusa è la seguente:
- All'inizio si indossa la cintura bianca, ma non lo si è: si deve sostenere poi l'esame per ottenerla.
- Cintura bianca: 6º kyu, Shiro obi Rokukyu
- Cintura gialla: 5º kyu, Kiiro obi Gokyu
- Cintura arancione (o rossa): 4º kyu, Daidaiiro obi (Aka obi) Yokyu
- Cintura verde: 3º kyu, Midori obi Sankyu
- Cintura blu: 2º kyu, Aoiro obi Nikyu
- Cintura marrone: 1º kyu, Kuriiro obi Shokyu (rarissimamente Ichikyu)

In alcune scuole esistono anche colorazioni intermedie, ad esempio: bianca, bianco-gialla, gialla, gialla-arancione, arancione, ecc.
Esiste una ragione sui colori delle cinture:
- il bianco è la purezza, l'inizio.
- il giallo è il colore del seme che sta per germogliare, dell'atleta che si appresta a nascere e a crescere.
- l'arancione è il colore del fuoco, dell'aggressività che deve essere temprata.
- il verde è la crescita della pianta.
- il blu è il cielo verso il quale si dirige la crescita.
- il marrone è il colore della terra, al quale dobbiamo sempre rimanere saldamente attaccati.
- il nero (vedi cinture Dan) è il colore delle tenebre, dei turbamenti, delle distrazioni dal quale, sia durante il nostro cammino che durante la continua evoluzione, siamo fuggiti e dovremo sempre respingere.

La pratica di impiegare cinture colorate è poco impiegata in aikidō, dove è essenzialmente usata nell'insegnamento della pratica ai bambini, mentre non è stata recepita nel kendō né in nessun altro budō.
In aikido, alcuni insegnanti legano il conseguimento dell'hakama a quella di un kyū particolare, in generale il 3°, 2° o il 1°. Non esistono, ciononostante, delle regole generali, queste scelte restano alla discrezione di ogni insegnante.